# Balmerino
Balmerino (gaelico scozzese, Baile Meireanach) è un piccolo villaggio del Fife, Scozia, già centro monastico.
Il villaggio era sede dell'abbazia di Balmerino i cui abati erano grandi proprietari terrieri della regione. Con la sua laicizzazione, all'inizio del XVII secolo, l'abbazia cadde in rovina.
Balmerino è stata celebrata in una poesia da William McGonagall: Beautiful Balmerino.